# Matenrō Museum
 (mars 2012).
Si vous disposez d'ouvrages ou d'articles de référence ou si vous connaissez des sites web de qualité traitant du thème abordé ici, merci de compléter l'article en donnant les références utiles à sa vérifiabilité et en les liant à la section « Notes et références ».
Singles de Wink
Tsuioku no Heroine
(1991) Furimukanaide
(1992)
Matenrō Museum (摩天楼ミュージアム) est le 14e single du duo japonais Wink.

## Présentation
Le single sort le 25 mars 1992 au Japon sous le label Polystar. Il atteint la 4e place du classement de l'Oricon ; il reste classé pendant huit semaines, pour un total de 142 000 exemplaires vendus.
La chanson-titre a été utilisée comme thème de fin de l'émission télévisée Quiz! Toshi no Sa Nante. Elle figurera sur l'album Each Side of Screen qui sort un mois plus tard, ainsi que sur les compilations Raisonné et Wink Memories 1988-1996 ; elle sera aussi remixée sur l'album Jam the Wink de 1996.
La chanson en "face B", Scarlet no Yakusoku, figurera quant à elle sur la compilation de "faces B" Back to Front de 1995.

## Liste des titres
Toutes les paroles sont écrites par Neko Oikawa, toute la musique est composée par Takashi Kudo.
| 1. | Matenrō Museum (摩天楼ミュージアム)      |  |
| 2. | Scarlet no Yakusoku (スカーレットの約束) |  |